# La Pera
La Pera ist eine Gemeinde in der autonomen Region Katalonien in Spanien in der Provinz Girona mit 450 Einwohnern (Stand: 2024). Zur Gemeinde gehören neben dem Hauptort La Pera die Ortschaften  Pedrinyà, La Púbol und Riuràs.

## Lage
La Pera liegt etwa 18 Kilometer ostnordöstlich von Girona und etwa 115 Kilometer nordöstlich von Barcelona nahe der Costa Brava in einer Höhe von ca. 90 m.

## Bevölkerungsentwicklung
| Jahr      | 1970 | 1981 | 1991 | 2001 | 2011 | 2021 |
| Einwohner | 442  | 356  | 381  | 392  | 427  | 447  |

## Sehenswürdigkeiten
- Burg von Púbol
- Peterskirche in Púbol
- Isidorkirche in La Pera
- Andreaskirche in Pedrinyà
- Rafaelskapelle in Riuràs

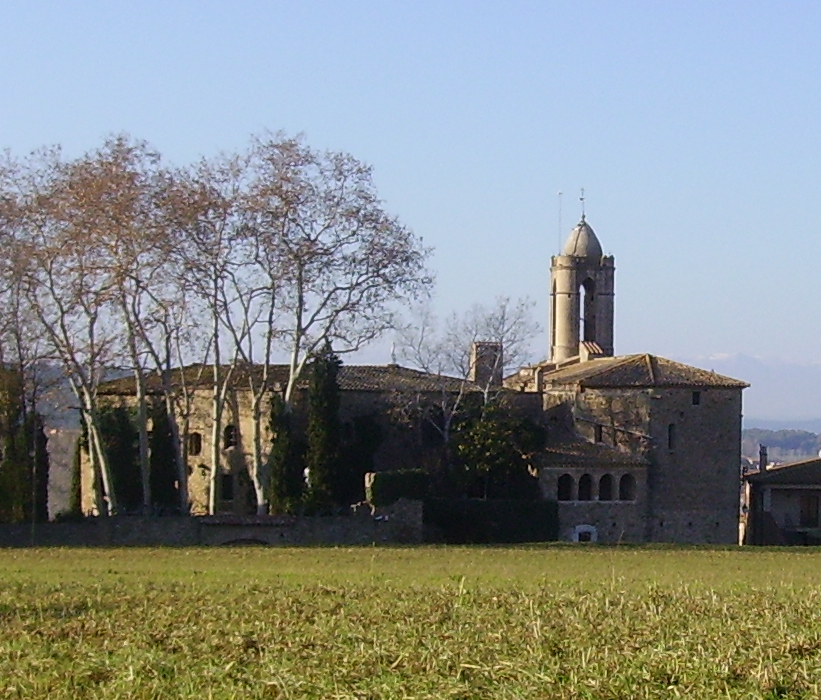
Burg und Peterskirche von Púbol
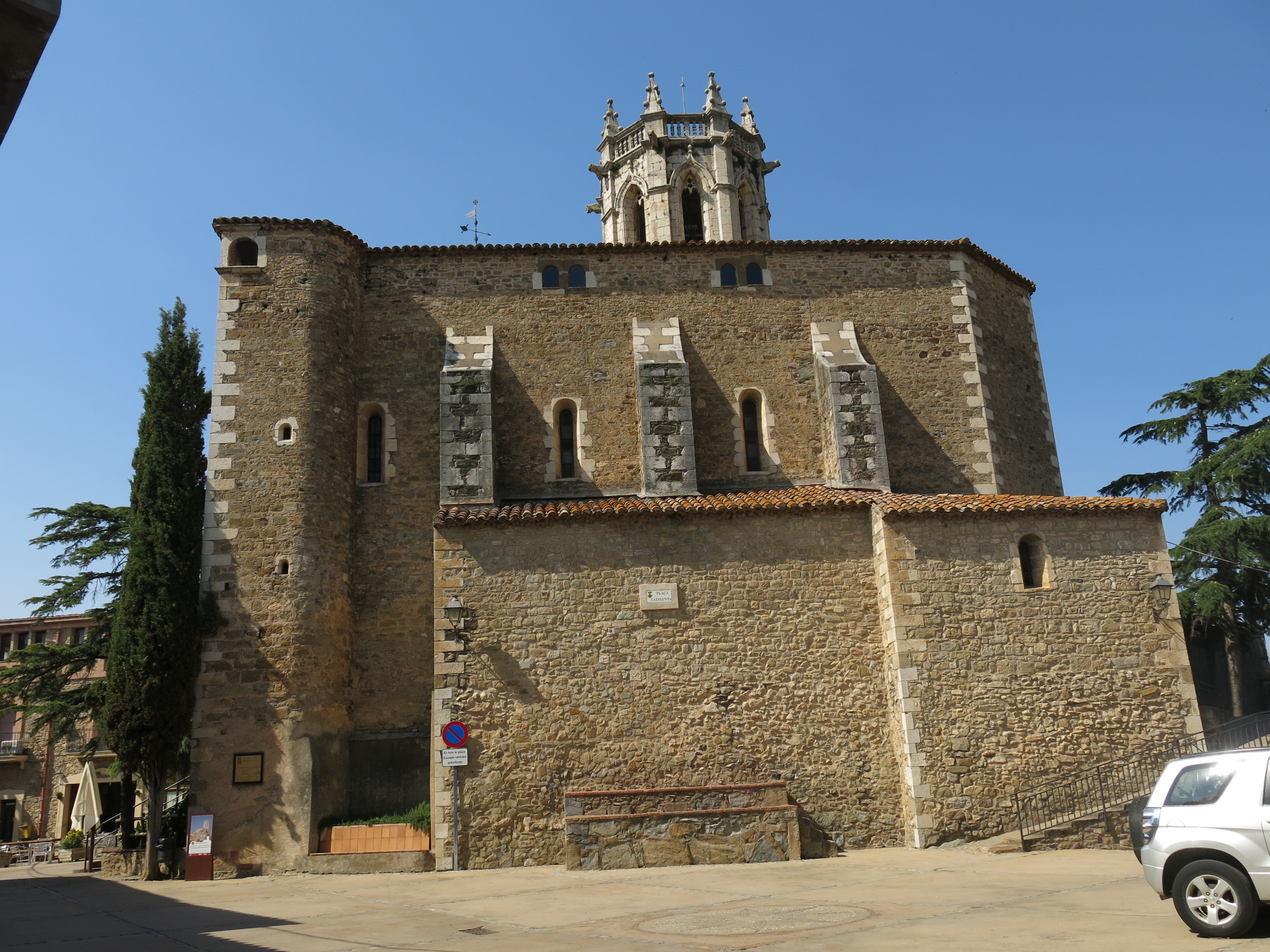
Isidorkirche
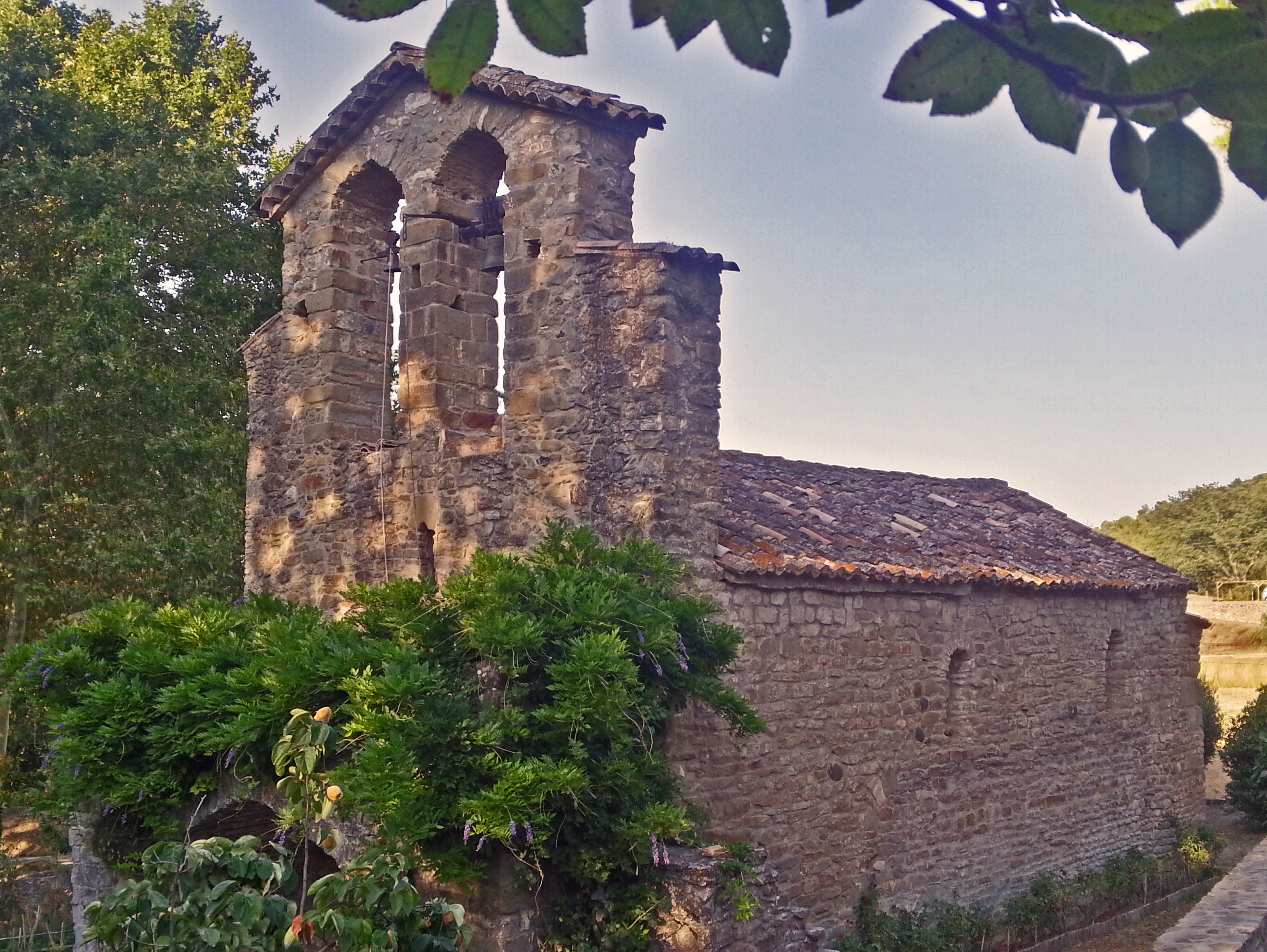
Andreaskirche
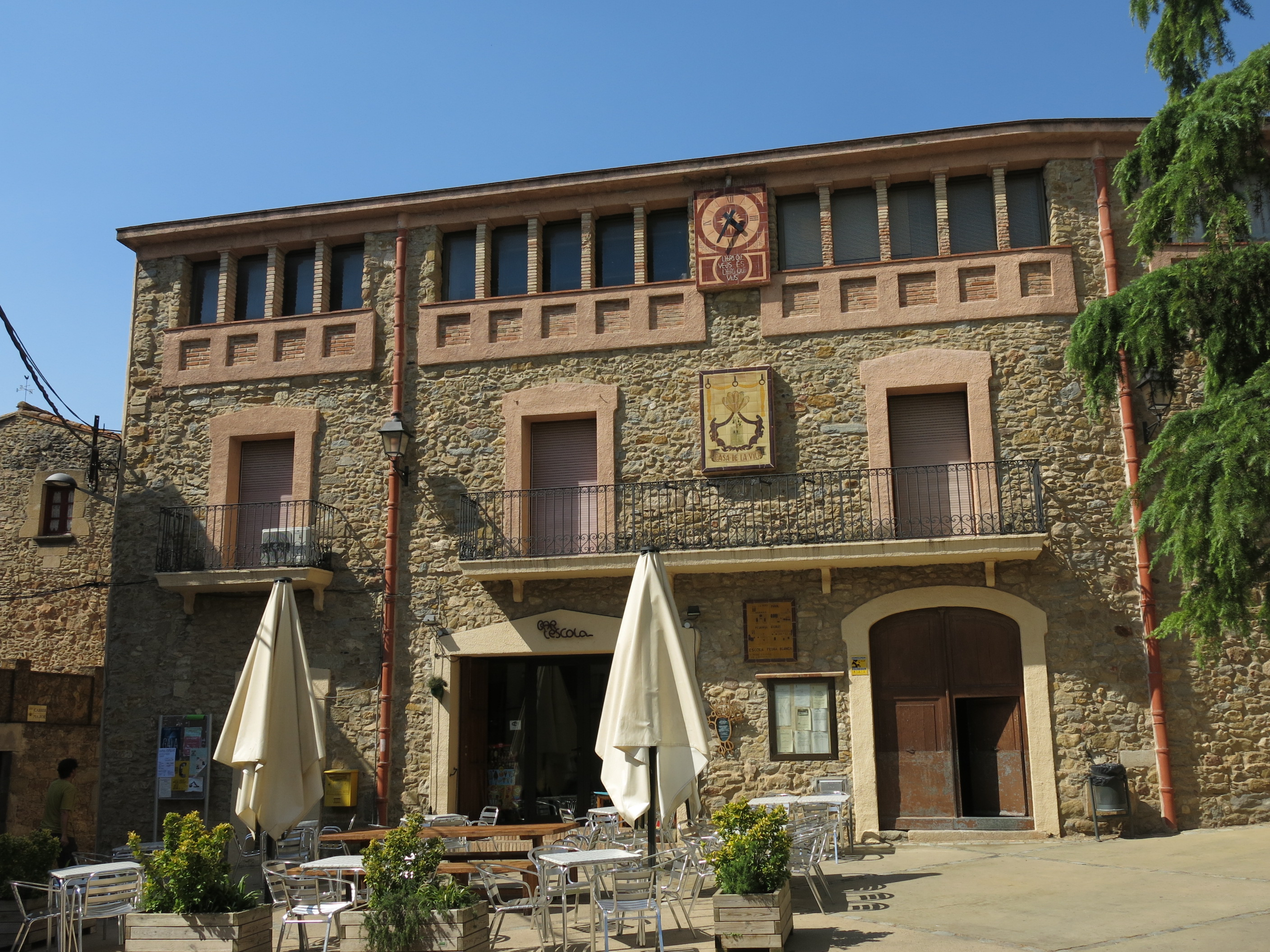
Rathaus

## Persönlichkeiten
- Francisco Savalls (1817–1885), Soldatenführer
- Salvador Dalí (1904–1989), Maler